# Distrito electoral federal 3 de la Ciudad de México
El III Distrito Electoral Federal de Ciudad de México es uno de los 300 distritos electorales en los que se encuentra dividido el territorio de México y uno de los 24 en los que se divide la Ciudad de México.
Desde 2017 el distrito 3 está conformado por la totalidad del territorio de la alcaldía Azcapotzalco.

## Distritaciones anteriores
El III Distrito de Ciudad de México (entonces Distrito Federal) surgió para la conformación del Congreso Constituyente de 1856, con Francisco de Paula Cendejas  como representante al Constituyente. Isidoro Olvera fue el primer representante al Congreso de la Unión por la I Legislatura. 

### Distritación 1996 - 2005
Estaba formado únicamente por el sector central de Azcapotzalco.

### Distritación 2005 - 2017
Desde la redistritación de 2005 está formado por el sector centro y occidente de la Delegación Azcapotzalco.

## Diputados por el distrito
| Diputado                     | Diputado                            | Grupo parlamentario          | Legislatura     | Periodo     |
| ---------------------------- | ----------------------------------- | ---------------------------- | --------------- | ----------- |
|                              | Francisco de Paula Cendejas         |                              | Constituyente   | 1856 - 1857 |
|                              | Isidoro Olvera                      |                              | I               | 1857 - 1861 |
| Sin representación distrital | Sin representación distrital        | Sin representación distrital | II              | 1861 - 1863 |
|                              | José Rivera y Río                   |                              | III             | 1863 - 1865 |
|                              | José María Iglesias                 |                              | IV              | 1867 - 1868 |
|                              | Manuel Morales Puente               |                              | V               | 1869 - 1871 |
| Vacante                      | Vacante                             | Vacante                      | VI              | 1871 - 1873 |
|                              | Joaquín O. Pérez                    |                              | VII             | 1873 - 1875 |
| Vacante                      | Vacante                             | Vacante                      | VIII            | 1875 - 1878 |
|                              | Pablo Macedo                        |                              | IX X            | 1878 - 1882 |
|                              | Eugenio Barriero (Suplente)         |                              | XI              | 1882 - 1884 |
|                              | Francisco Rincón                    |                              | XII XIII XIV XV | 1884 - 1892 |
|                              | José Yves Limantour                 |                              | XVI XVII        | 1892 - 1896 |
|                              | Julio M. Limantour                  |                              | XVIII           | 1896 - 1898 |
|                              | Francisco Sosa Escalante            |                              | XIX XX          | 1898 - 1902 |
|                              | Manuel Flores                       |                              | XXI XXII        | 1902 - 1906 |
| Vacante                      | Vacante                             | Vacante                      | XXIII           | 1906 - 1908 |
|                              | Manuel Flores                       |                              | XXIV XXV        | 1908 - 1912 |
|                              | Jesús Urueta                        |                              | XXVI            | 1912 - 1914 |
|                              | Gerzayn Ugarte                      |                              | Constituyente   | 1916 - 1917 |
|                              | Filomeno Mata                       |                              | XXVII           | 1917 - 1918 |
|                              | Rafael L. de los Ríos               | PLN                          | XXVIII          | 1918 - 1920 |
|                              | José Inés Novelo                    | PLC                          | XXIX            | 1920 - 1922 |
|                              | Carlos Argüelles                    |                              | XXX             | 1922 - 1924 |
|                              | Luis L. León                        |                              | XXXI            | 1924 - 1926 |
|                              | Manuel Balderas                     |                              | XXXII           | 1926 - 1928 |
| PO                           | Manuel Balderas                     | XXXIII                       | 1928 - 1930     |             |
|                              | Ismael M. Lozano                    |                              | XXXIV XXXV      | 1930 - 1934 |
|                              | Donaciano Carreón                   |                              | XXXVI           | 1934 - 1937 |
|                              | Maximino Molina                     |                              | XXXVII          | 1937 - 1940 |
|                              | Rafael Cárdenas R.                  |                              | XXXVIII         | 1940 - 1943 |
|                              | Filemón Manrique                    |                              | XXXIX           | 1943 - 1946 |
|                              | Antonio Vega García                 |                              | XL              | 1946 - 1949 |
|                              | Adolfo Omaña Avelar                 |                              | XLI             | 1949 - 1952 |
|                              | Felipe Gómez Mont                   |                              | XLII            | 1952 - 1955 |
|                              | Patricio Aguirre Andrade            |                              | XLIII           | 1955 - 1958 |
| Vacante                      | Vacante                             | Vacante                      | XLIV            | 1958 - 1961 |
|                              | Javier Blanco Sánchez               |                              | XLV             | 1961 - 1964 |
|                              | Enrique Ramírez y Ramírez           |                              | XLVI            | 1964 - 1967 |
|                              | Ernesto Quiñones López              |                              | XLVII           | 1967 - 1970 |
|                              | José Luis Alonso Sandoval           |                              | XLVIII          | 1970 - 1973 |
|                              | Ofelia Casillas Ontiveros           |                              | XLIX            | 1973 - 1976 |
|                              | Carlos Riva Palacio Velazco         |                              | L               | 1976 - 1979 |
|                              | Hugo Domenzáin Guzmán               |                              | LI              | 1979 - 1982 |
|                              | Carlos Jiménez Macías               |                              | LII             | 1982 - 1985 |
|                              | Rodolfo Mario Campos Bravo          |                              | LIII            | 1985 - 1988 |
|                              | Juan Francisco Díaz Aguirre         |                              | LIV             | 1988 - 1991 |
|                              | Gloria Brasdefer Hernández          |                              | LV              | 1991 - 1994 |
|                              | Rogelio Zamora Barradas             |                              | LVI             | 1994 - 1997 |
|                              | Antonio Palomino Rivera             |                              | LVII            | 1997 - 2000 |
|                              | José Antonio Arévalo González       |                              | LVIII           | 2000 - 2003 |
|                              | Pablo Franco Hernández              |                              | LIX             | 2003 - 2006 |
|                              | Ramón Pacheco Llanes                |                              | LX              | 2006 - 2009 |
|                              | Balfre Vargas Cortez                |                              | LXI             | 2009 - 2012 |
|                              | Fernando Cuéllar Reyes              |                              | LXII            | 2012 - 2015 |
|                              | Virgilio Caballero Pedraza          |                              | LXIII           | 2015 - 2018 |
|                              | Miguel Ángel Jáuregui Montes de Oca |                              | LXIV            | 2018 - 2021 |
|                              | Wendy González Urrutia              |                              | LXV             | 2021 - 2024 |
|                              | Gabriela Jiménez Godoy              |                              | LXVI            | 2024-       |

## Resultados electorales

### 2021
El TEPJF anulo los resultados de cuatro casillas (61B, 61C-1,162C-1 y 324C-1), esto modificando el resultado final pues originalmente Gabriela Jiménez había resultado electa en el distrito.
|  | 43.29 % |

|  | 43.20 % |

|  | 5.48 % |

|  | 2.42 % |

|  | 1.98 % |

|  | 0.78 % |

|  | 2.59 % |

|  | 0.13 % |

|  | 100 % |

|  | 53.25 % |

### 2018
|  | 51.7630 % |

|  | 29.5323 % |

|  | 8.8004 % |

|  | 4.2643 % |

|  | 2.0136 % |

|  | 0.1244 % |

|  | 3.5016 % |

|  | 100.00 % |

### 2009
|  | 21.73 % |

|  | 17.42 % |

|  | 26.15 % |

|  | 9.84 % |

|  | 9.58 % |

|  | 3.86 % |

|  | 1.41 % |

|  | 0.34 % |

|  | 9.66 % |

|  | 100.00 % |